# ファイヤー勝巳
ファイヤー勝巳（ファイヤーかつみ、2001年1月14日 - ）は、日本のプロレスラー。大阪府豊中市出身。JTO所属。血液型B型。
同じくJTOからデビューしたサンダー誠己は実弟。

## 来歴
元高校球児。守備はキャッチャー。DRAGON GATEを観てCIMAに憧れる。2020年10月15日JUST TAP OUTの研修生募集を見て入門。研修生制度1期生となる。同年12月いち早く練習生に昇格。

### 2021年
- 3月19日、研修生1期生として一緒に入門したSEKIYA戦にてデビュー。初勝利。
- 4月10日、綾部蓮と組んで、武蔵龍也・イーグルマスク組と対戦。
- 4月11日、デビュー3戦目にして、武蔵龍也と組んで、野村卓矢・加藤拓歩組の他団体選手と対戦。
- 4月29日、初めて他団体へ参戦。大日本プロレスにて対ドリュー･パーカー戦。
- 5月3日、対超人勇者Gヴァリオン・定アキラ組、5月16日、対後藤恵介、5月29日、対定アキラ・清水来人組と対戦。
- 5月29日、2度目の大日本プロレス参戦。武蔵龍也と組んで、加藤拓歩・佐藤孝亮組と対戦。
- 手の指が腫れて骨折が判明。骨折しながらも試合に出続ける。
- 6月20日、2度目のSEKIYAとのシングル。勝利をあげる。
- 7月7日、JTO2周年大会にて、JTOランキングの空位だった10位をかけて、SEKIYAと初めてのランキング戦。骨折の指を狙われ、ギブアップ負け。研修生育ちの初のランキング入りはSEKIYAとなった。
- デビューが出来ないケンイチ（当時：練習生K）から配信でどうしたらデビュー出来るか相談される。その後、ケンイチは坊主となり、試合・配信に乱入するようになる。
- 乱入を繰り返すケンイチに対し怒りを覚えるようになり、ハッキリさせる為、ケンイチとの試合をさせてもらうよう直訴し、ケンイチのデビューが決まる。
- 8月8日、ケンイチのデビュー戦で勝利。その後、ケンイチと絡むことは無くなった。
- 8月15日、新と初対戦。試合後、ケンイチが乱入するも新に絡む。その代わりにブラックチャンゴに絡まれる。また、試合の影響で声が出なくなる。
- 8月21日第1部、ブラックチャンゴ戦で反則勝ちとなる。ブラックチャンゴが絡んだのはこの時だけだった。
- 8月21日第2部、綾部蓮とシングル初対戦。
- 9月2日、綾部蓮と組んで、KANON・SEKIYA組と対戦。初めて「ファイヤーロック」を披露し、勝利をあげる。
- 9月23日、研修生育ち2期生の十文字アキラと組んで、SEKIYA・夕張源太と対戦。研修生育ち4人での初試合。
- 10月3日、SEKIYAとの2度目のランキング戦。勝利し、初のランキング入り。（当時：ランキング7位）
- 10月10日、ダブプロレス初参戦。KANONと組んで、谷嵜なおき・内田祥一組と対戦。
- 11月18日、ランキング入りを果たした勢いのまま、TAKAみちのくと対戦するも敗れる。
- 11月21日、初めての大阪・豊中市での地元凱旋興行。メインイベントで憧れのCIMAと初対戦。（TAKAみちのく・CIMA・武蔵龍也　対　KANON・綾部蓮・ファイヤー勝巳）試合に敗れたが、締めのマイクで「地元のJTO興行で初勝利すること」「CIMAとタッグを組むこと」「CIMAとシングルで戦うこと」の３つの夢を語った。（同日夜の花兎興行に参戦し、対鎌倉慎司で勝利したが、地元のJTO興行ではない為、地元のJTO興行で初勝利を目指す）
- 12月28日、夕張源太・十文字アキラと組んで、新・イーグルマスク・ジャタップくんと対戦。ジャタップくんから勝利。タカタイチマニア３の開催が決定していて、SEKIYA・夕張源太・十文字アキラの研修生育ちの4人で出場したいと語る。

### 2022年
- 1月9日、タカタイチマニア3開催の前日、最後の最後まで出場を諦めておらず、LIVE配信で語った。タカタイチマニア3への出場テストで自身だけ受かったが、他の3人が不合格。4人で出場したいと語ったことが間違いじゃなかったのか。でも、自身で決めたことを曲げたくなかったと涙ながらに語った。LIVE配信に夕張源太・SEKIYAも駆けつけ、日が変わる直前で出場することが決まった。
- 1月10日、「タカタイチマニア3」に出場。SEKIYAと組んで、夕張源太・十文字アキラ組と対戦。第一試合を盛り上げた。
- 1月14日、21歳の誕生日を迎える。
- 2月27日、SEKIYAと組んで、新・イーグルマスク組と対戦。研修生育ちが先輩から勝利をあげたことがなく、対先輩の世代闘争が始まる。
- 3月4日、JTOトーナメント1回戦でイーグルマスクから初勝利。研修生育ちが初めて先輩から勝利を掴んだ。準決勝では武蔵龍也に敗れる。
- 3月19日、デビュー1周年を迎える。
- 4月10日、2度目の大阪・豊中市での地元凱旋興行。メインイベントで当時谷嵜なおきが持っていた「インディペンデントワールド・ジュニアヘビー級」のベルトに挑戦するも敗れる。
- 4月16日、選手として初めて名古屋大会に出場。”brother”YASSHI・内田祥一・鈴木心組と対戦。
- 5月6日、タカタイチマニア2.5に出場。今回の出場はtwitterのアンケート人気上位6名が出場。夕張源太・十文字アキラと組んで、武蔵龍也・イーグルマスク・新組と対戦。新から勝利を掴む。当時JTOランキング1位の武蔵龍也が持つベルトを意識し始める。
- 5月29日、SEKIYAと組んで、武蔵龍也・イーグルマスク組と対戦。勝利を掴み、SEKIYA・夕張源太・十文字アキラがリングに上がり、先輩との世代闘争に勢いをつける。
- 6月5日、SEKIYA・夕張源太・十文字アキラと組んで、武蔵龍也・TAKAみちのく・綾部蓮・イーグルマスクと対戦。武蔵龍也を最後、追い込んだが時間切れ引き分けに終わる。勝利は掴めなかったもののKING戦に挑戦出来るだけのことはしたので、挑戦させてもらうことを伝え、KING戦への挑戦が決まった。
- 7月2日、JTOアリーナにて研修生育ちだけの興行「研修組決起イベント」開催。メインイベントでSEKIYAとの１期生対決で勝利する。
- 7月9日、KING OF JTOに初めて挑戦。当時1位の武蔵龍也を追い込むも、ギブアップ負け。
- 8月6日、当時ランキング2位の綾部蓮と初めてのランキング戦。シングルでは1年ぶりの対戦。
- 8月20日、JTOアリーナにて「研修組決起イベント２」を開催。メインで夕張源太とランキング戦。勝利を掴む。
- 9月10日、千葉県多古町にて多古マツリ～多古町チャリティプロレス～に参戦。沙恵と組んで、Aoi・十文字アキラ組と対戦。初めてのミックスドマッチ。
- 9月12日、タカタイチデスぺマニアに出場。武蔵龍也・イーグルマスクと組んで、火野裕士・木髙イサミ・ヤス・ウラノと対戦。JTOの愛弟子対KAIENTAI-DOJOの愛弟子の対決が実現した。
- 9月18日、ヤス・ウラノ・夕張源太と組んで、武蔵龍也・イーグルマスク・十文字アキラ組と対戦。ヤス・ウラノと組んだものの、武蔵龍也と倒すと表明。
- 10月2日、JTOアリーナにて「研修組決起イベント３」を開催。J2トーナメント（ランキングTOP10に入っていない選手）が開催され、優勝した一颯（当時：研修生F）とランキング戦を行う。
- 10月7日、武蔵龍也と組んで、ヤス・ウラノ・十文字アキラと対戦。ヤス・ウラノから直接負ける。武蔵龍也はヤス・ウラノとKING戦が決定するとともに、十文字アキラとランキング戦を行うことが決まる。
- 10月22日、新潟プロレスにてJUST TAP OUT提供試合、イーグルマスクと組んで、夕張源太・十文字アキラ組と対戦。ファイヤーロックにて勝利。
- 11月4日、十文字アキラとのランキング戦。初めから追い込まれるものの、ファイヤーロックで勝利し、順位をキープする。
- 12月17日、JTOアリーナにて「研修組決起イベント４」を開催。対戦相手だったMr.マスクが火傷で欠場。十文字アキラからの指名で早くも十文字アキラとのランキング戦を行うことになる。ここでも勝利し、順位をキープする。試合後、一颯が乱入し、ランキング戦をさらに行う。初披露の「レッドΣ(シグマ)」で勝利をする。
- 12月25日、JTOランブルにて、綾部蓮、Mr.マスク、一颯を破って、JTOランブル優勝を果たす。ヤス・ウラノにベルトが流出したため、取り返す為にKING戦を表明する。

### 2023年
- 1月10日、2度目のKING OF JTOへ挑戦。全てを出し尽くしたが、ヤス・ウラノに敗れる。
- 1月13日から愛媛、高松、広島の西日本ツアーに出場。
- 1月14日に22歳の誕生日を迎える。
- 2月5日、JTOトーナメント2023が開幕。1回戦の相手は昨年同様イーグルマスク。2023も勝利し、1回戦突破。
- 3月4日、JTOトーナメント準決勝の対戦相手は綾部蓮だったが、敗れる。
- 3月19日、デビュー2周年を迎える。
- 4月9日、武蔵龍也と組んで、十文字アキラ・一颯組と対戦。一颯のイエロールで負ける。
- 4月15日、夕張源太と組んで、十文字アキラ・一颯組と対戦。引き分け。次回大会で一颯とランキング戦が決まる。
- 5月6日、一颯とのランキング戦に敗れてランキング7位に後退。
- 5月14日、SEKIYAと組んで、ケンイチ・Mr.マスク組と対戦。研修生制度の1期生4人で試合をするのは初。
- 5月27日、ケンイチHouse興行にてケンイチとのシングル戦。延長の末、勝利。試合後、ケンイチからケンイチ凱旋興行でタッグを組んでくれを言われる。
- 6月3日、久々の大阪凱旋大会。綾部蓮と組んで、武蔵龍也・一颯組と対戦。綾部蓮が一颯から勝利。
- 6月4日、ケンイチ凱旋大会にて、ケンイチと組んで、Mr.マスク・ケンスケ組と対戦。アシストしケンイチが勝利。
- 6月23日、KEITAデビュー戦の試合でKEITA・夕張源太と組んで、ケンイチ・Mr.マスク・ケンスケ組と対戦。
- 7月9日、イーグルマスクと組んで、一颯・KEITA組と対戦。
- 7月16日、GLEATの大阪大会に初参戦。池本誠知と組んで、鬼塚一聖・児玉裕輔組と対戦。
- 7月17日、JTO4周年大会。十文字アキラ・一颯と組んで、夕張源太・宮入将義・KEITA組と対戦。

## 得意技
- ファイヤーロック
- レッドΣ（シグマ）